# إلتون ديفينو سيليو
إلتون ديفينو سيليو (بالبرتغالية: Eltinho‏) (مواليد 7 يوليو 1987)، هو لاعب كرة قدم كان يلعب كمدافع.

## وصلات خارجية
- إلتون ديفينو سيليو على موقع رابطة كرة القدم اليابانية للمحترفين (اليابانية)
- إلتون ديفينو سيليو على موقع قاعدة بيانات كرة القدم.إي يو (الإنجليزية)
- إلتون ديفينو سيليو على موقع Soccerway.com (الإنجليزية)
- إلتون ديفينو سيليو على موقع عالم كرة القدم.نت (الإنجليزية)